# ایستگاه راه‌آهن ردینگ
ایستگاه راه‌آهن ردینگ (انگلیسی: Reading railway station) یکی از اصلی‌ترین و مهم‌ترین ایستگاه‌های راه‌آهن کشور انگلستان در شهر ردینگ است.
این ایستگاه که در سال ۱۸۴۰ تأسیس شده دارای ۱۵ سکو می‌باشد و از طریق خط اصلی ساحل غربی به شهر لندن متصل می‌شود.

## نگارخانه

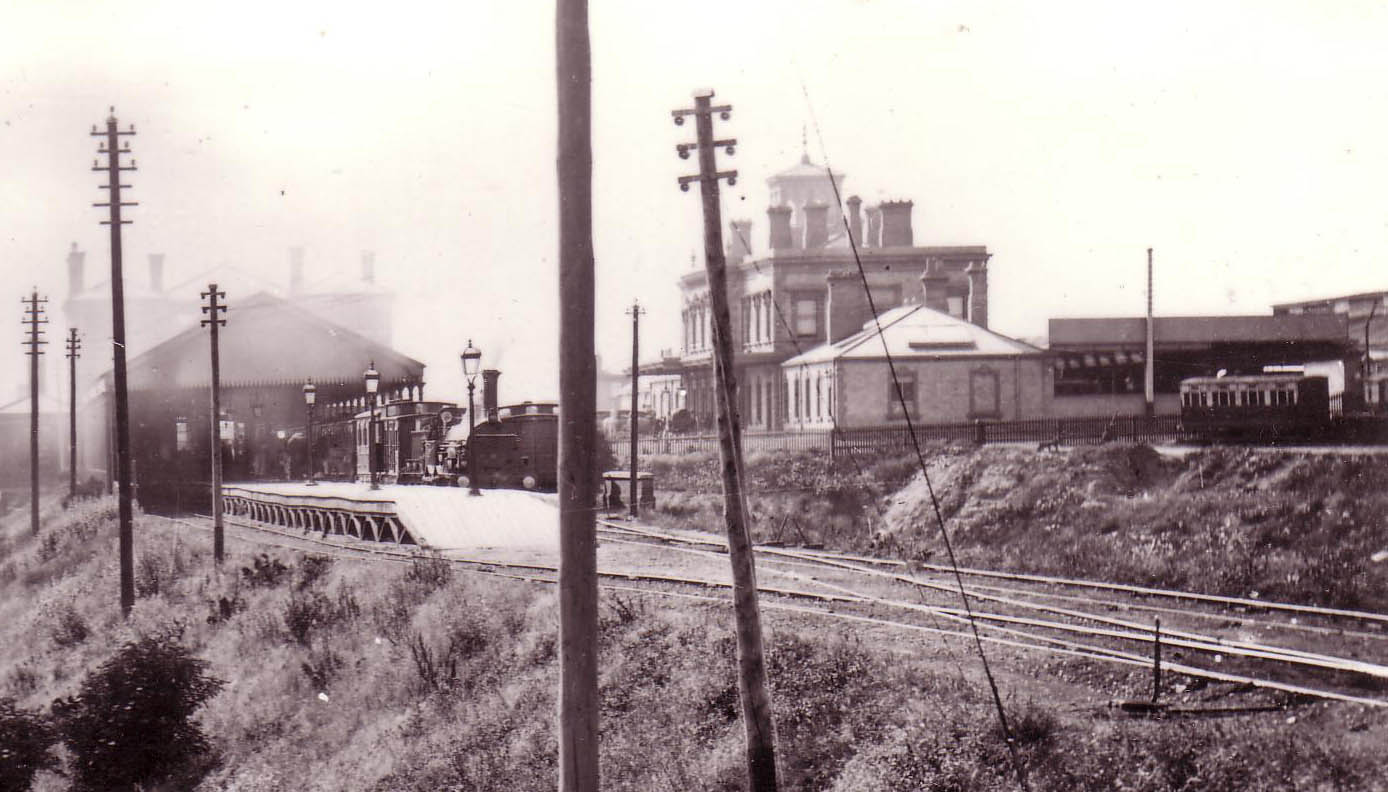
۱۸۶۵
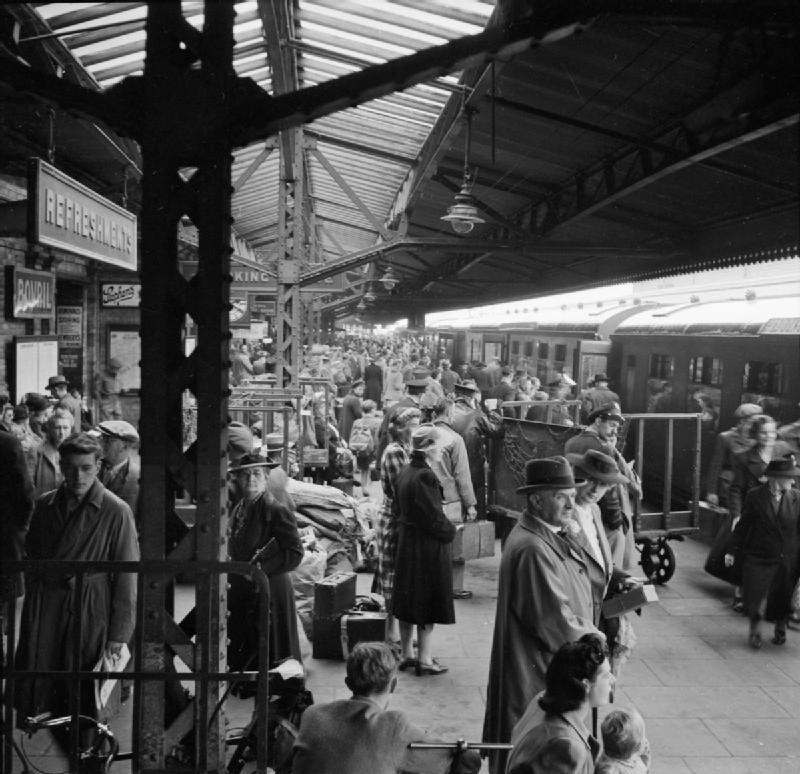
۱۹۴۵
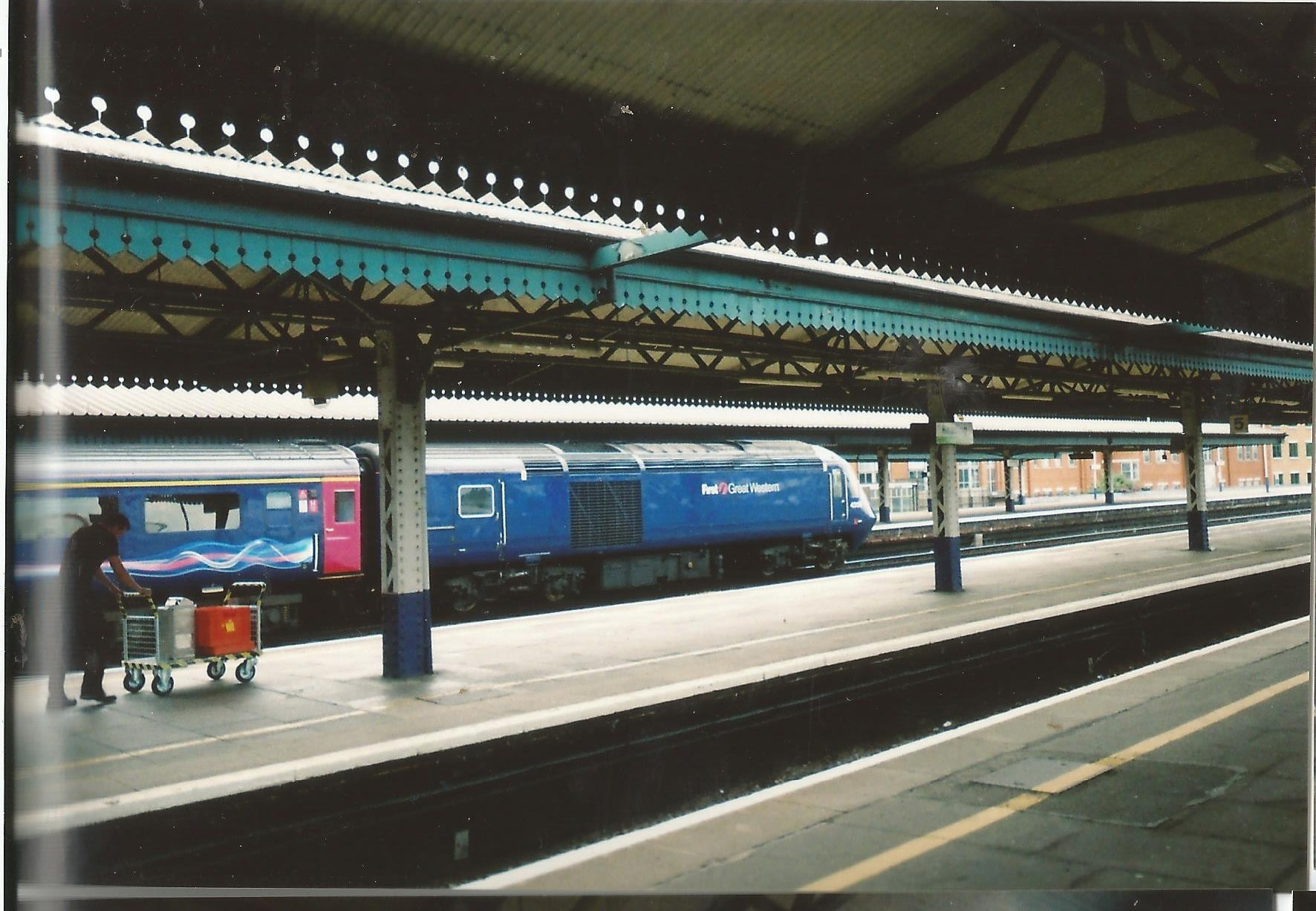
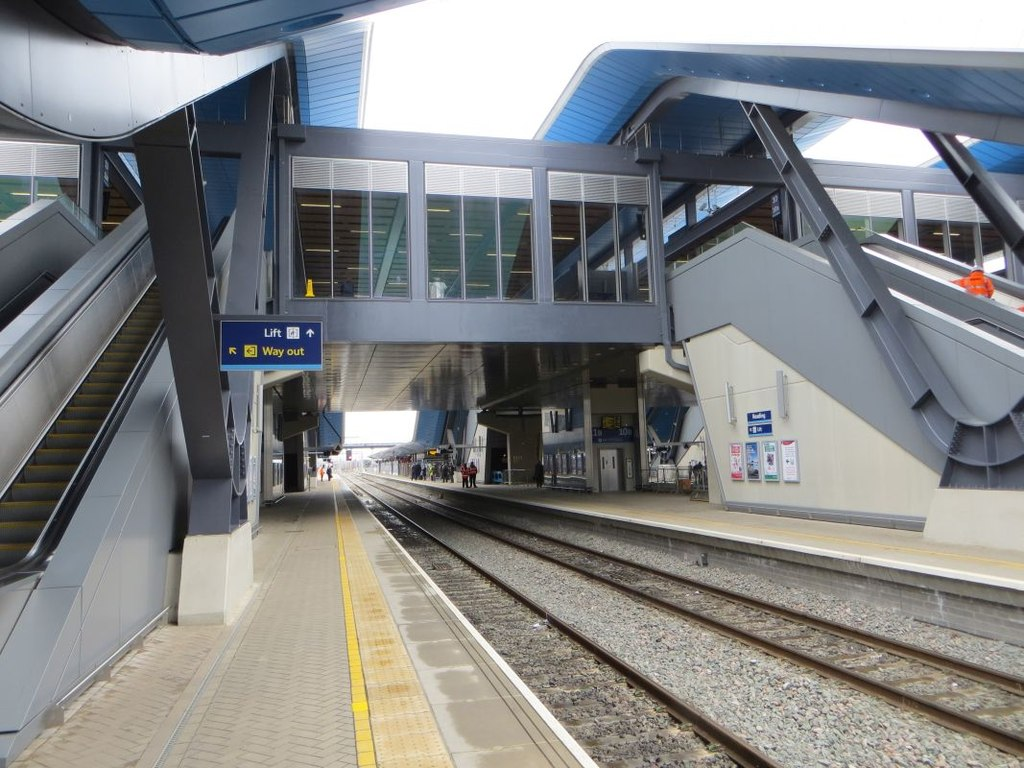
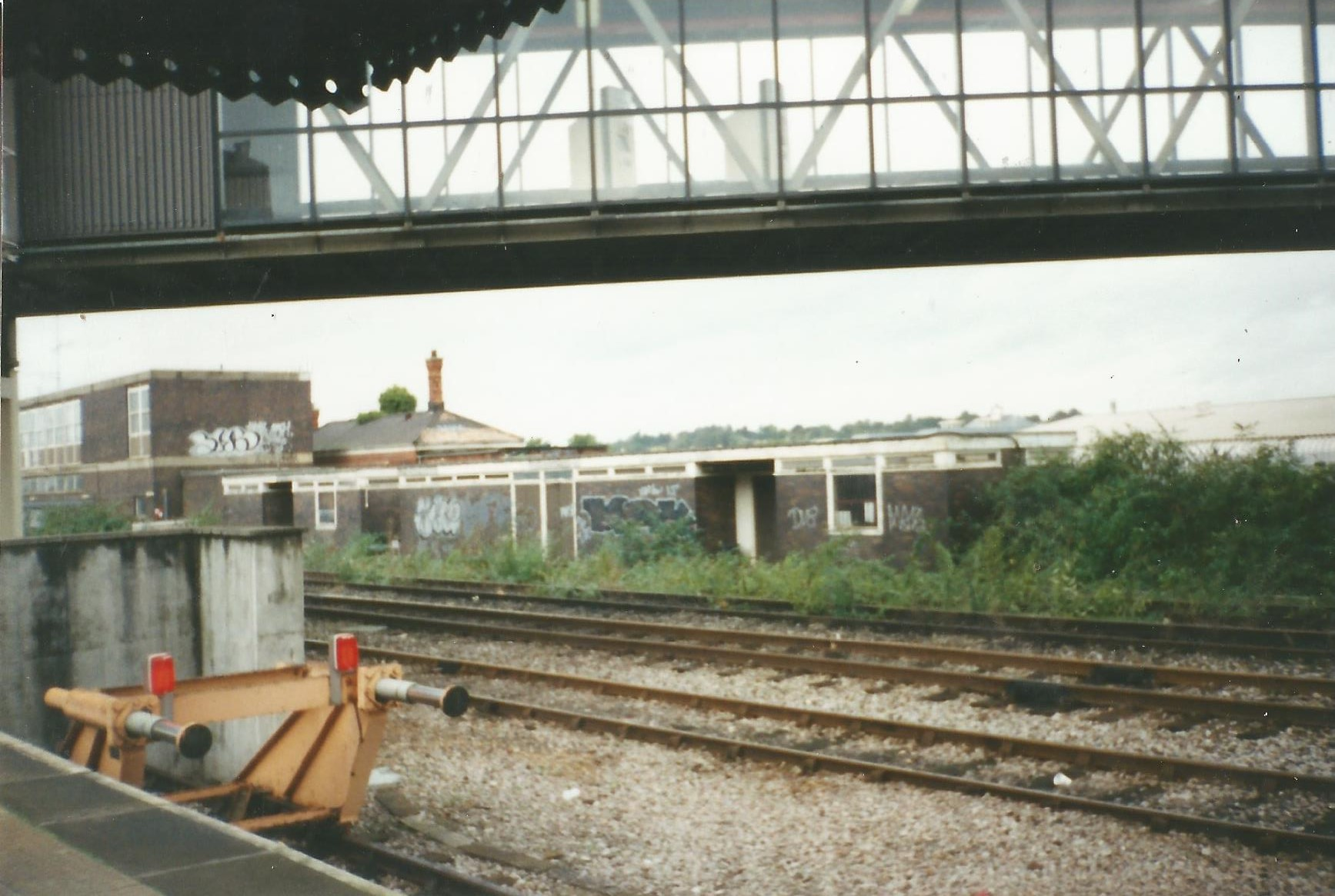
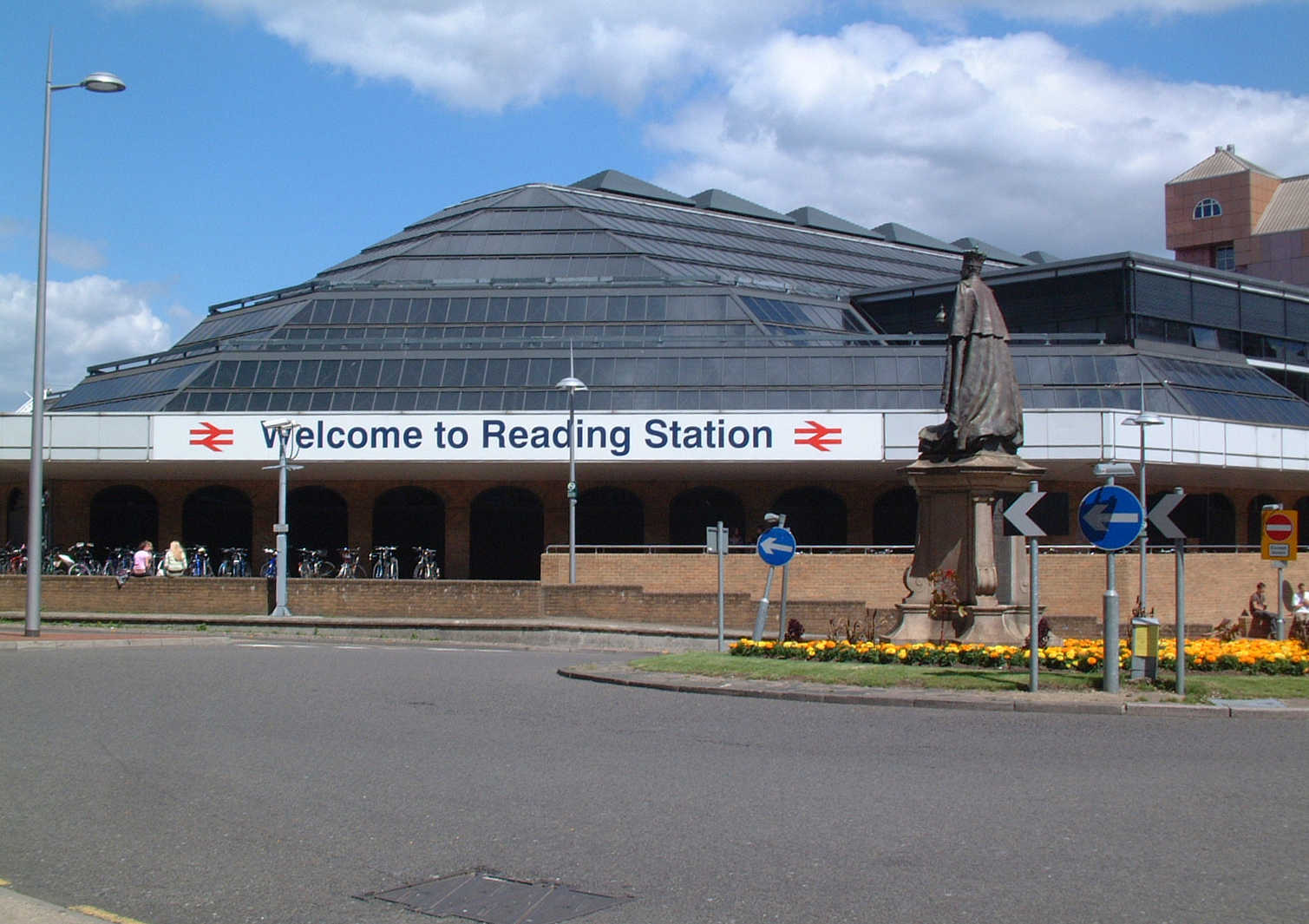